# محمد باشا الجركسي
محمد باشا الجركسي (بالتركية: Çerkes Mehmed Ali Paşa)‏ كان الصدر الأعظم للدولة العثمانية في الفترة ما بين 3 أبريل 1624 حتى 28 يناير 1625. تُوفي في 28 يناير 1625 بمدينة توقاد. 